# 石丹理
石丹理，SBS，JP，香港理工大學協理副校長（本科生課程）、應用社會科學系講座教授。他也是上海華東師範大學顧問教授、澳門鏡湖護理學院榮譽教授、長江學者及香港心理學會院士。2020年9月18日獲香港政府委任為選舉管理委員會委員，任期5年。
石丹理早年就讀英華書院，1978年取得以二級榮譽甲等資格香港大學社會科學系學士學位。於2006年7月22日播出的香港電台電視節目《盜網》中，談及打擊青少年網上侵權的行為。他提議香港的家長「不要安裝寬頻，56K已足夠」，並說「下載4MB檔案只需兩分鐘」，引起網民熱烈討論。當時網民狠批他的電腦知識與時代脫節。
石丹理於2007年至2021年間擔任香港政府家庭議會委員及主席。